# Cyphonisia maculipes
Cyphonisia maculipes is een spinnensoort uit de familie Barychelidae. De soort komt voor in Kameroen.